# Dracaena bacularis
Dracaena bacularis, synoniem Sansevieria bacularis, is een succulente groenblijvende plant die oorspronkelijk voorkomt in Congo-Kinshasa en Congo-Brazzaville.

## Naamgeving
Gelijkaardig aan andere "Sanseveria's" werd de plant lang ingedeeld in het genus Sansevieria. In 2017 volgde na een moleculair fylogenetisch DNA-onderzoek een herclassificatie en volgde indeling in het genus Dracaena. De eerste beschrijving werd gedaan in 2010 door Alan Butler en Stephen Jankalski. De soortnaam is afgeleid van het Latijnse woord "Baculum" dat stok of staf betekent, verwijzend naar de harde cilindervormige bladeren.

## Herkomst en verspreiding
De soort komt oorspronkelijk voor in Afrika in de landen Congo-Kinshasa en Congo-Brazzaville. De plant is veelvoorkomend in de streek Kabare in de provincie Kivu aan de randen van het meer Kivu.

## Omschrijving

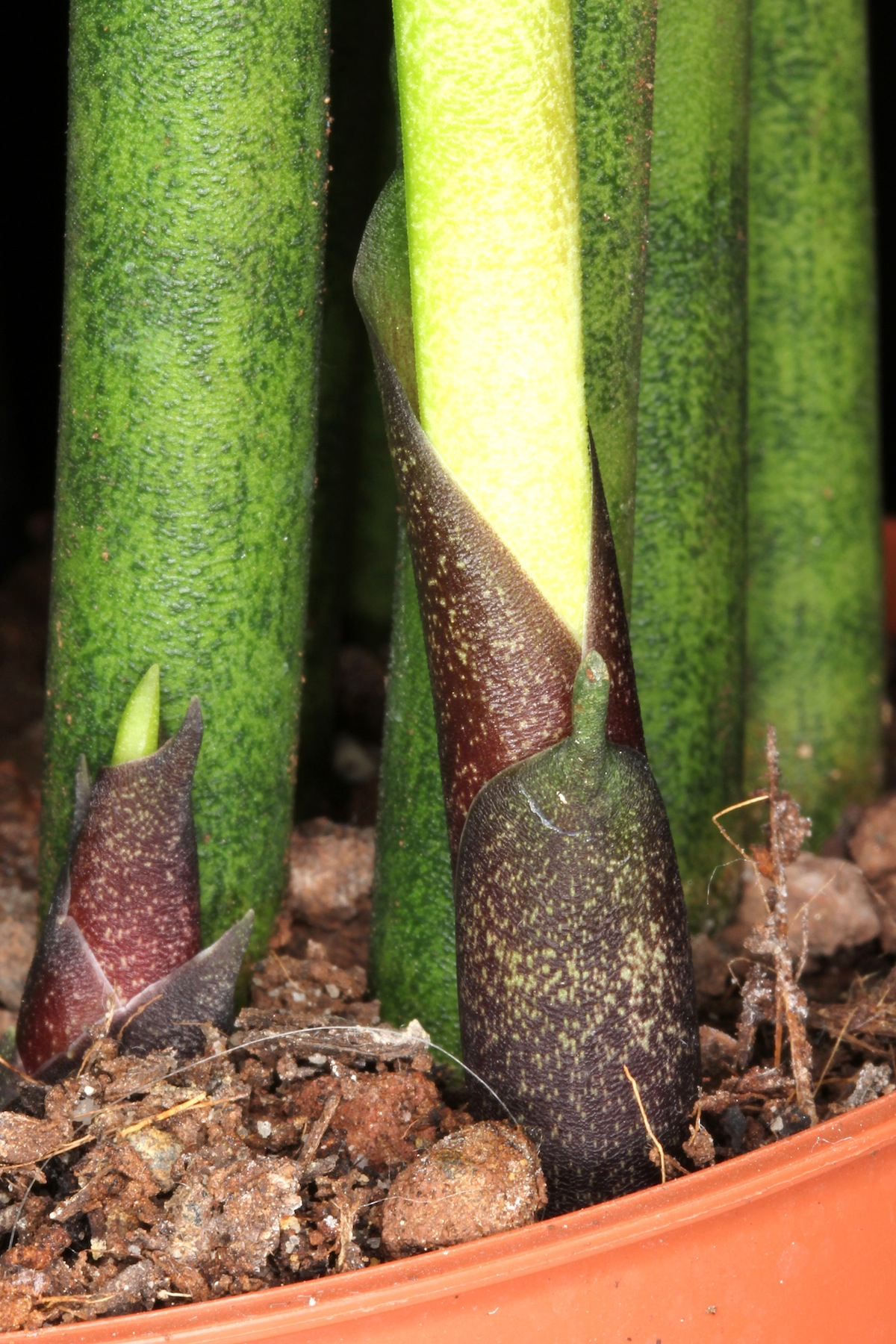
Kenmerkende paarse bladbasis

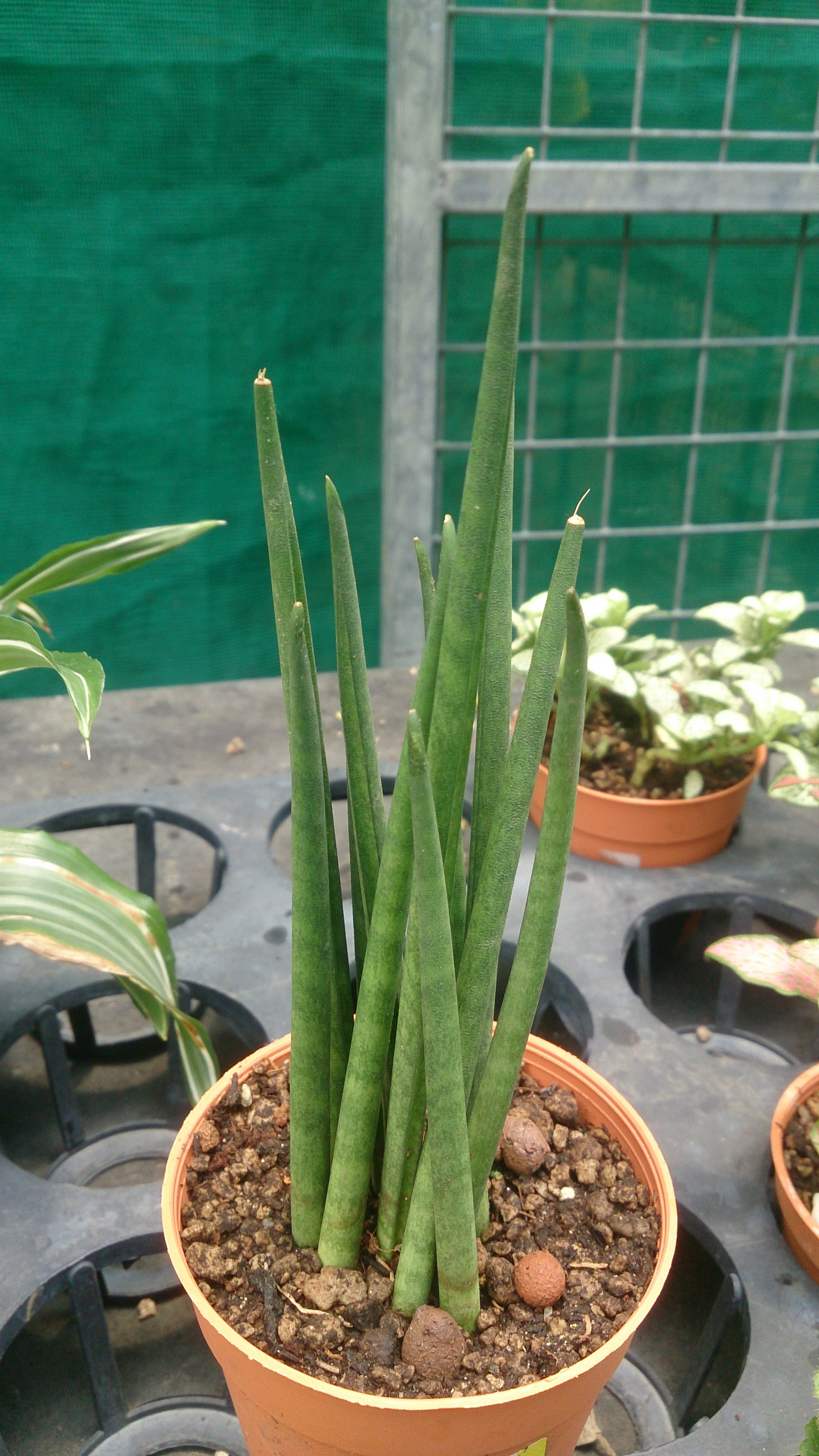
D. Bacularis "Mikado"

De plant heeft stijve gestreepte langwerpige gladde groengrijze succulente bladeren. De plant is stamloos en de bladeren ontspruiten uit een basale rozet direct vanuit het wortelgestel. De basis van elk blad heeft een purperen schijn. De bladeren hebben een breedte van 1,2 centimeter en kunnen tot 1,7 meter lang worden. De soort heeft een typerende subcilindrisch bladvorm waarbij de bladeren onuitgerold lijken. De oorzaak ligt in het feit dat vanuit de knopstatus van elk blad er een genafwijking is dat compleet uitvouwen van de bladeren verhindert en tevens zorgt voor een niet compleet vormen van een top of bodem van het blad. Dit zorgt voor een beter bestand zijn in droge biotopen. De bladeren hebben een ruige leerachtige structuur en staan in met enkelen per wortelstok bij elkaar.
De bloeiwijze is in de vorm van een 50 tot 70 centimeter lange bloemstengel die vanuit de rozet ontspruit. Hieraan ontstaan witte bloemen met purperen strepen ongeveer 2 centimeter groot die in clusters verschijnen. De bloemen geuren in de avond en nacht sterk weezoet. De soort bloeit pas na een aantal jaren en indien een plant in bloei staat zal deze niet langer zelf doorgroeien maar zich enkel nog op natuurlijke wijze via wortelstokken vermeerderen.

## Teelt en verzorging
De soort is goed bestand tegen droogte en gedijt op eenmaal bewatering per twee weken gedurende het groeiseizoen en eenmaal per maand tijdens de wintermaanden. Zowel in het oorsprongsgebied als in warme klimaten waar de plant als tuinplant en gematigde klimaten waar de plant als kamerplant gehouden wordt is voldoende zonlicht essentieel. De gewenste grondsoort is vrij droog en goed doorlatend van structuur zodat rotting van de plant wordt voorkomen. De ondergrens voor cultuur is 7 graden Celsius. Vermeerdering is makkelijk via het delen van de wortelstokken te doen. Ook via stekken van bladdelen van ten minste vijf centimeter groot is mogelijk die opgepot dienen te worden in een zanderige doorlatende stekgrond.

## Variëteiten en cultivars
De plant kent enkele natuurlijk ontstane variëteiten en cultivars die zich onderscheiden van het origineel door de tint van de bladeren, witte randen of ook door een compactere groei. De cultivars zijn ontstaan als ontdekte natuurlijke variatie op een kwekerij.
- Dracaena bacularis 'Mikado' - compactere vorm dan de species
- Dracaena bacularis var. variegatum - verticale groenwitte strepen op elk blad